# Ozodicera (Ozodicera) idiostyla
Ozodicera (Ozodicera) idiostyla is een tweevleugelige uit de familie langpootmuggen (Tipulidae). De soort komt voor in het Neotropisch gebied.